# メルボルン市電G形電車
G形は、オーストラリアの都市・メルボルンの路面電車であるメルボルン市電に導入される車両形式。バリアフリーに適した超低床電車で、2025年の営業運転開始を予定しており、ニュー・ジェネレーション・トラム（New Generation Tram、NGT）とも呼ばれている。

## 概要
2021年、ビクトリア州政府は州都・メルボルン市内を走るメルボルン市電で使用されていた高床式電車（Z形、A形）の置き換えによるバリアフリーの向上および今後の人口増加を見据えた輸送力の増強を目的に、100両の新型超低床電車を導入する計画を発表した。これに合わせて実施された入札の結果、2022年にビクトリア州運輸局はアルストムとの間に15年間のメンテナンス権を含めて約7億ユーロで契約を結んだ。これはオーストラリアおよび南半球において最大規模の路面電車車両の発注契約であり、これに基づき生産されるのがG形電車である。
G形はボンバルディア・トランスポーテーションが開発し、2021年の買収以降はアルストムが展開する超低床電車ブランドのフレキシティ2の1つで、両運転台の3車体連接構造を予定している。全長は25 m、定員は150人となっており、先に導入された超低床電車のE形と比較して全長が短く定員数も減少しているが、その分急カーブが存在する系統への導入が可能となっている。車体は運転士や乗客の安全性を考慮し最新の耐衝撃性基準を満たした設計となっており、前面も運転士の視界向上や衝突時の安全を前提としたデザインとなっている。車内はバリアフリーに適した低床構造で、一部の乗降扉付近には車椅子スペースも設置される。また、オンボード充電器を用いた充電システムや回生ブレーキを搭載する事により消費電力の削減が図られる。主電動機はチェコのシュコダ製のものが用いられる事になっている。

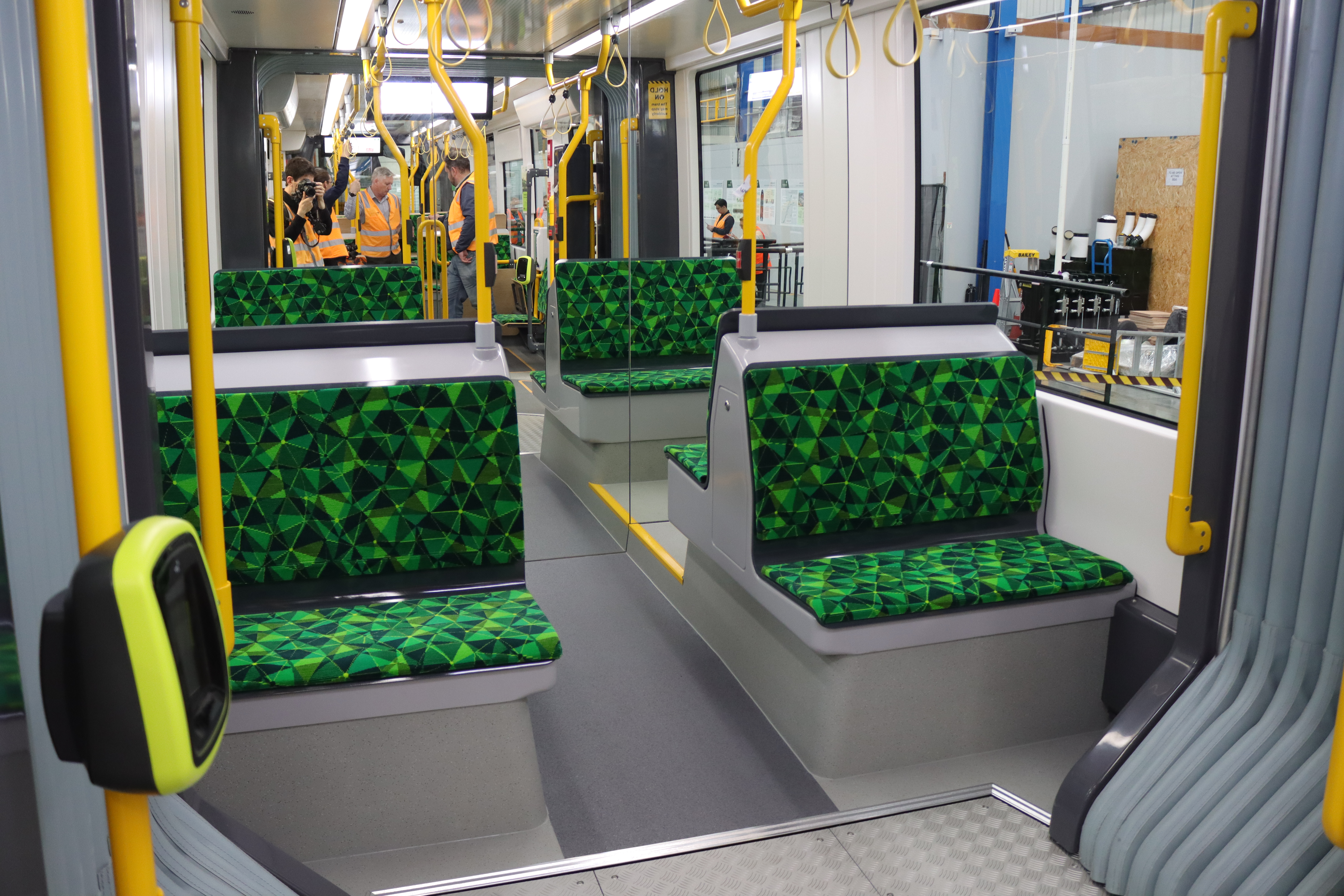
車内（モックアップ）

製造はビクトリア州のダンデノングに位置するアルストムの工場で行われ、全部品の65 %以上はオーストラリアで生産されたものを使用する事になっている。最初の車両の製造は2023年後半以降を予定しており、2025年から営業運転に投入される。また、G形の導入に合わせ、ハイポイント・ショッピングセンター（Highpoint Shopping Centre）付近にある旧ビクトリア大学の空き地を利用し、G形の留置・修理などを行う新たな車庫（メイドストーン車庫）が建設される事になっている。